# بينتابلاتانون (بيلا)

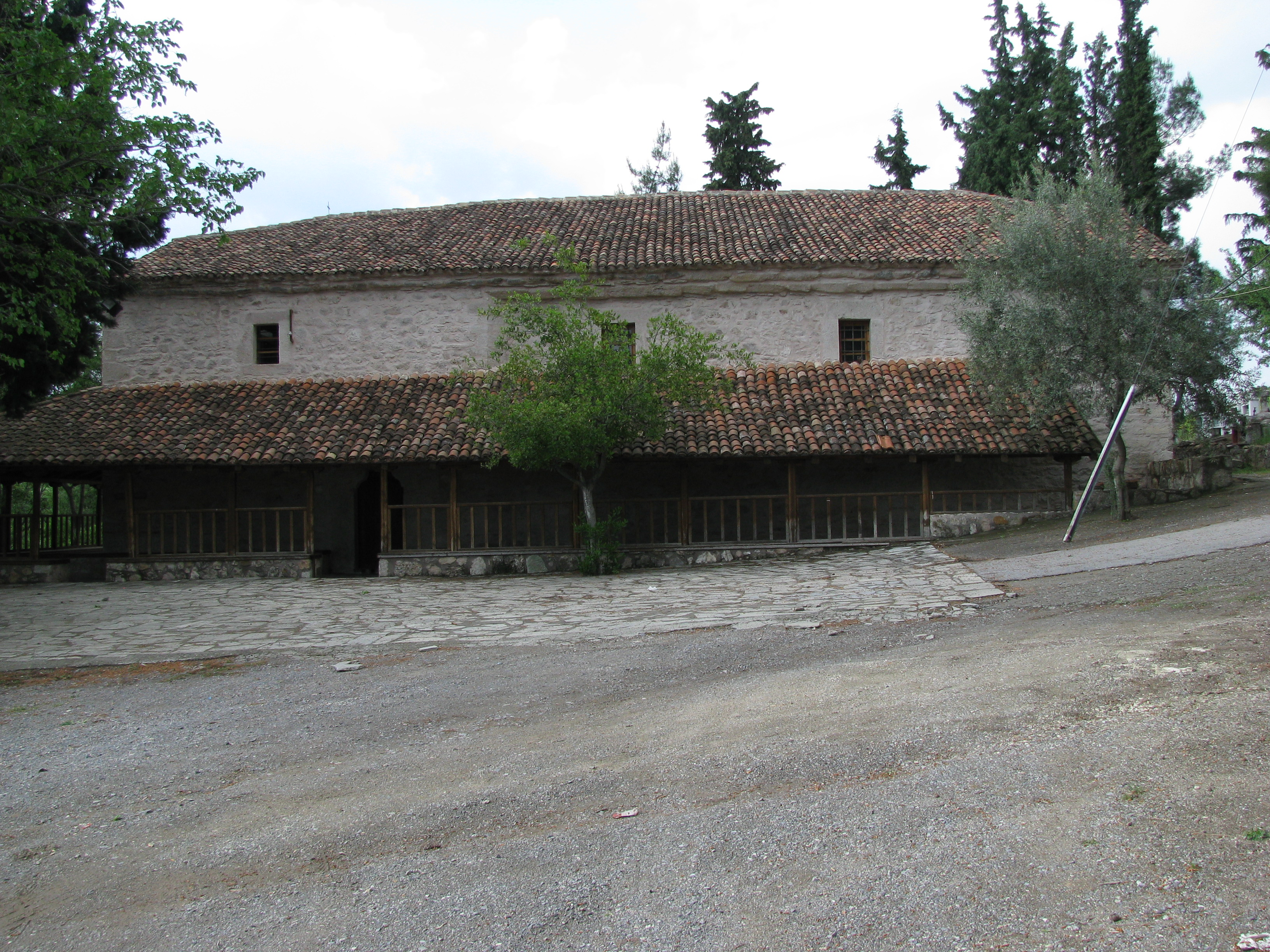
مدينه هادئه ورائعه

بينتابلاتانون (Πενταπλάτανον) هي مدينة في بيلا في مقاطعة فوريا إلادا في اليونان.